# سهير أبو عقصة داود
سهير أبو عقصة داود هي كاتبة وشاعرة، وأستاذة للعلوم السياسية في جامعة ساحل كارولينا ، كونواي، ساوث كارولينا منذ عام 2008. كما تعمل عضوًا في مؤسسة الشبكة الفلسطينية للأبحاث السياسية. 

## نشأته وتعليمه
وُلِدت داود في قرية معليا ذات الغالبية الكاثوليكية اليونانية الملكية في منطقة الجليل الغربي في فلسطين. حصلت على درجة البكالوريوس في العلوم السياسية والعلاقات الدولية من الجامعة العبرية في القدس، ودرجة الدكتوراه من الجامعة نفسها، ودرجة الماجستير في التنمية الدولية والتغيير الاجتماعي من جامعة كلارك في ووستر، ماساتشوستس.

## حياته المهنية
عملت داود في الفترة بين عامي 1996 إلى عام 2003 مستشارة سياسية ومساعدة لعضو الكنيست الفلسطيني هاشم محاميد. بعد بعد انتقالها إلى الولايات المتحدة، شغلت منصب باحثة زائرة في مركز الدراسات العربية المعاصرة في جامعة جورج تاون، ثم زميلة ما بعد الدكتوراه في كلية بومونا في كليرمونت، عملت كأستاذة مساعدة زائرة في كلية هارفي مودكاليفورنيا وفي مؤسسة ميلون.

## الأعمال الأدبية
نشرت داود العديد من الأعمال الأكاديمية والفنية باللغات الإنجليزية، العبرية والعربية. كتبت لمجلة الأدب العربية الطليعية ومقرها بيروت، ونشرت أربعة مجلدات من الشعر والأدب العربي.
تم تكليف داود من قبل شركة مسرح شكسبير في واشنطن العاصمة بكتابة قصائد أصلية لعرضهم في مارس 2005 لمسرحية العاصفة.
في عام 2009، نشرت كتابها "المرأة الفلسطينية والسياسة وإسرائيل" ، والذي اعتبرته غادة تلحمي دراسة رائدة في مجالها.

## المؤلفات
- المرأة الفلسطينية في الكنيست الإسرائيلي، تقرير الشرق الأوسط ، خريف 2006، العدد 240، ص 26-31
- المرأة الفلسطينية والسياسة في إسرائيل . جينزفيل، فلوريدا: مطبعة جامعة فلوريدا ، 2009.[10]
- لماذا يرفض فلسطينيو 1948 الاحتجاج على الإصلاحات القضائية الإسرائيلية؟ - ميدل إيست آي ، 2 مارس/آذار 2023.
- "انتخابات إسرائيل المُكررة والتصويت العربي". موندويس ، ١٣ سبتمبر ٢٠١٩.[4]
- أفضل ما في غزالة، (مترجمة من الأصل العربي (2001) بقلم إيزادورا ديمو)، Città del Sole edizioni ، نابولي، 2011(ردمك 978-8-882-92421-8) .
- "المرأة الفلسطينية العاملة في إسرائيل: القمع الوطني والقيود الاجتماعية" ، مجلة دراسات المرأة في الشرق الأوسط المجلد. 8، رقم 2 (1 يوليو 2012): 78-101.